# Andrew Reets
Andrew Reets (Georgetown, 6 juni 1968 - Brighton Cross, 26 augustus 2011) was een uit Guyana afkomstige  Belgische atleet, die gespecialiseerd was in de sprint.

## Loopbaan
Reets behaalde verschillende medailles op de Belgische kampioenschappen. Indoor op de  60 m en outdoor op de  100 m. Zijn beste prestatie op deze afstand leverde hij op de Belgische kampioenschappen van 1999, waar hij met een persoonlijk record van 10,26 s de zilveren medaille veroverde.
In 2000 nam Reets deel aan de Europese indoorkampioenschappen. Hij werd uitgeschakeld in de reeksen van de 60 m.
Reets was aangesloten bij Brussels Atletiekvereniging en bij Excelsior Sports Club.

## Persoonlijke records
Outdoor
| Onderdeel | Prestatie | Wind     | Datum        | Plaats  |
| --------- | --------- | -------- | ------------ | ------- |
| 100 m     | 10,26 s   | +0,8 m/s | 17 juli 1999 | Brussel |

## Palmares

### 60 m
- 1996:  BK indoor AC - 6,84 s
- 1997:  BK indoor AC - 6,84 s
- 1999:  BK indoor AC - 6,80 s
- 2000: 7e in reeks EK indoor in Gent - 6,96 s

### 100 m
- 1996:  BK AC - 10,67 s
- 1998:  BK AC - 10,60 s
- 1999:  BK AC - 10,26 s